# Sicyos chiriquensis
Sicyos chiriquensis là một loài thực vật có hoa trong họ Cucurbitaceae. Loài này được Hammel & D'Arcy miêu tả khoa học đầu tiên năm 1981.